# Tesoriere di Francia
Tesoriere di Francia (Trésorier de France in francese) era una carica dell'amministrazione francese delle finanze sotto l' Ancien Régime.

## Medioevo
La carica di Trésorier de France è stata istituita nel XIII secolo. È l'amministratore delle finanze reali.
A partire da Filippo IV, il Bello, che trasferisce il Tesoro dei Templari al Louvre nel 1295, il numero dei Trésoriers de France aumenta da due a quattro secondo i periodi. 
In quel periodo le entrate della monarchia derivano dai domini reali.  
A partire dal XIV secolo si instaura una amministrazione delle finanze parallela fondata sulle imposte. 
I "Tesorieri di Francia" non hanno che l'amministrazione delle entrate demaniali, (il domaine), chiamate finances ordinaires (finanze ordinarie); le imposte indirette, gabelle, aides e traites o finances extraordinaires (finanza straordinaria) erano gestite dai Generali delle Finanze.

Si distingue tra i "Tesorieri di Francia" un souverain établi sur les trésoriers (sorvegliante posto sui tesorieri) che è incaricato della custodia del Tesoro, assistito dallo changeur du Trésor (lett. cambiatore del Tesoro). 
Gli altri tesorieri effettuano dei sopralluoghi (chevauchées, it.: cavalcate) periodici nei domini reali per garantirne una buona amministrazione.
Durante il 1444 il sistema è riformato da Carlo VII che divide il regno in quattro trésoreries, regioni tesoriere dell'amministrazione delle finanze (Généralité): Languedoc, Languedoïl, Normandia e Oltre-Senna-e-Yonne. Ciascuna di queste regioni è amministrata da un particolare Tesoriere della Francia, che continua a risiedere a Parigi.
Nell'esercizio della loro funzione degli amministratori dei possedimenti della corona, i Tesorieri di Francia hanno competenza sui Balivi e Siniscalchi; possono anche inviare gli ordinativi di pagamento ai receveurs du domaine (lett. "ricevitori del demanio") o allo changeur du Trésor. 
Non hanno controverse giudiziarie da gestire, ma possono essere chiamati presso la Camera dei conti. 
Nel 1390 una parte dei Tesorieri della Francia formano la "Camera del Tesoro", tribunale avente giurisdizione sulle controversie relative alla finanza ordinaria. 
I Tesorieri di Francia medievali non hanno alcuna funzione di emissione o promulgazione ordinanze in materia di finanza, le stesse sono riservata al Consiglio del Re di Francia.

## Epoca moderna
Alla fine del Medioevo i quattro Generali delle Finanze e i quattro Tesorieri di Francia assumono collettivamente la gestione delle finanze reali, mantenendo le funzioni distinte, in un consiglio di governo delle finanze, e diventando conosciuti col nome di Messieurs des Finances (Signori delle Finanze). 
Francesco I tenta di unificare questo sistema a partire dal 1523. 
In quel periodo è creato il Tesoriere del Risparmio, il nuovo fondo centrale della monarchia. 
Nel 1542 le entrate dei possedimenti reali (il domaine) (finanze ordinarie) e le entrate dovute per imposte indirette, gabelle, aides e traites (finanza straordinaria) sono unificate nelle nuove recettes générales (entrate generali). 
Dal 1545 i Trésoriers de France e i Généraux des finances dovranno prendere residenza nella propria Généralité, cosa che mette fine al loro ruolo di gestione centrale delle finanze. 
Ci saranno gli sovrintendenti alle finanze e i controllori generali delle finanze che gli succederanno in questo ruolo. 
Infine nel 1552, le funzioni di Trésorier de France e di Général des finances sono unificate nella nuova carica di Tesorieri generali di Francia.
Dal 1557 al 1577 si torna alla distinzione degli incarichi, ma il numero delle Généralité delle finanze è moltiplicato: ora ce ne sono due per ciascuna delle diciassette Généralité della Francia. 
L'unificazione definitiva delle funzioni di Trésorier de France e di Général des finances avviene nel 1577, con l'istituzione di una gestione collettiva delle finanze a livello regionale in nuovi organismi chiamati Uffici delle Finanze.